# Brežice
Brežice (IPA: [ˈbreːʒiʦɛ]) város és község (járás) Szlovénia Posavska statisztikai régiójában, közel a horvát határhoz. Ez Szlovénia egyik legnagyobb községe (járása). A város a Száva és a Krka folyók egybefolyásánál fekszik, valamint több nemzetközi út is itt keresztezi egymást.

## A község (járás) települései
Arnovo selo, Artiče, Bizeljska vas, Bizeljsko, Blatno, Bojsno, Boršt, Bračna vas, Brezje pri Bojsnem, Brezje pri Veliki Dolini, Brezovica na Bizeljskem, Brežice, Brvi, Bukošek, Bukovje, Bušeča vas, Cerina, Cerklje ob Krki, Cirnik, Cundrovec, Curnovec, Čatež ob Savi, Čedem, Črešnjice pri Cerkljah, Dečno selo, Dednja vas, Dobeno, Dobova, Dolenja Pirošica, Dolenja vas pri Artičah, Dolenje Skopice, Dramlja, Drenovec pri Bukovju, Dvorce, Gabrje pri Dobovi, Gaj, Gazice, Globočice, Globoko, Glogov Brod, Gorenja Pirošica, Gorenje Skopice, Gornji Lenart, Gregovce, Hrastje pri Cerkljah, Izvir, Jereslavec, Jesenice, Kamence, Kapele, Koritno, Kraška vas, Križe, Krška vas, Laze, Loče, Mala Dolina, Mali Cirnik, Mali Obrež, Mali Vrh, Mihalovec, Mostec, Mrzlava vas, Nova vas ob Sotli, Nova vas pri Mokricah, Obrežje, Oklukova Gora, Orešje na Bizeljskem, Pavlova vas, Pečice, Perišče, Piršenbreg, Pišece, Podgorje pri Pišecah, Podgračeno, Podvinje, Ponikve, Poštena vas, Prilipe, Račja vas, Rajec, Rakovec, Ribnica, Rigonce, Sela pri Dobovi, Silovec, Slogonsko, Slovenska vas, Sobenja vas, Spodnja Pohanca, Sromlje, Stankovo, Stara vas - Bizeljsko, Stojanski Vrh, Trebež, Velika Dolina, Velike Malence, Veliki Obrež, Vinji Vrh, Vitna vas, Volčje, Vrhje, Vrhovska vas, Zasap, Zgornja Pohanca, Zgornji Obrež, Žejno, Župeča vas, Župelevec

## Története
Brežice-nek gazdag történelmi és kulturális hagyománya van. A Posavje Múzeum az egyik legnagyobb múzeum az országban. Többek között a szlovén és horvát parasztlázadás történetét mutatja be. Egy újabb létesítmény a víztorony, valamint az 527 méter hosszú vashíd, mely a Száva és a Krka folyókon halad át.

## Képek
- Kastély

A kastély lovagterme
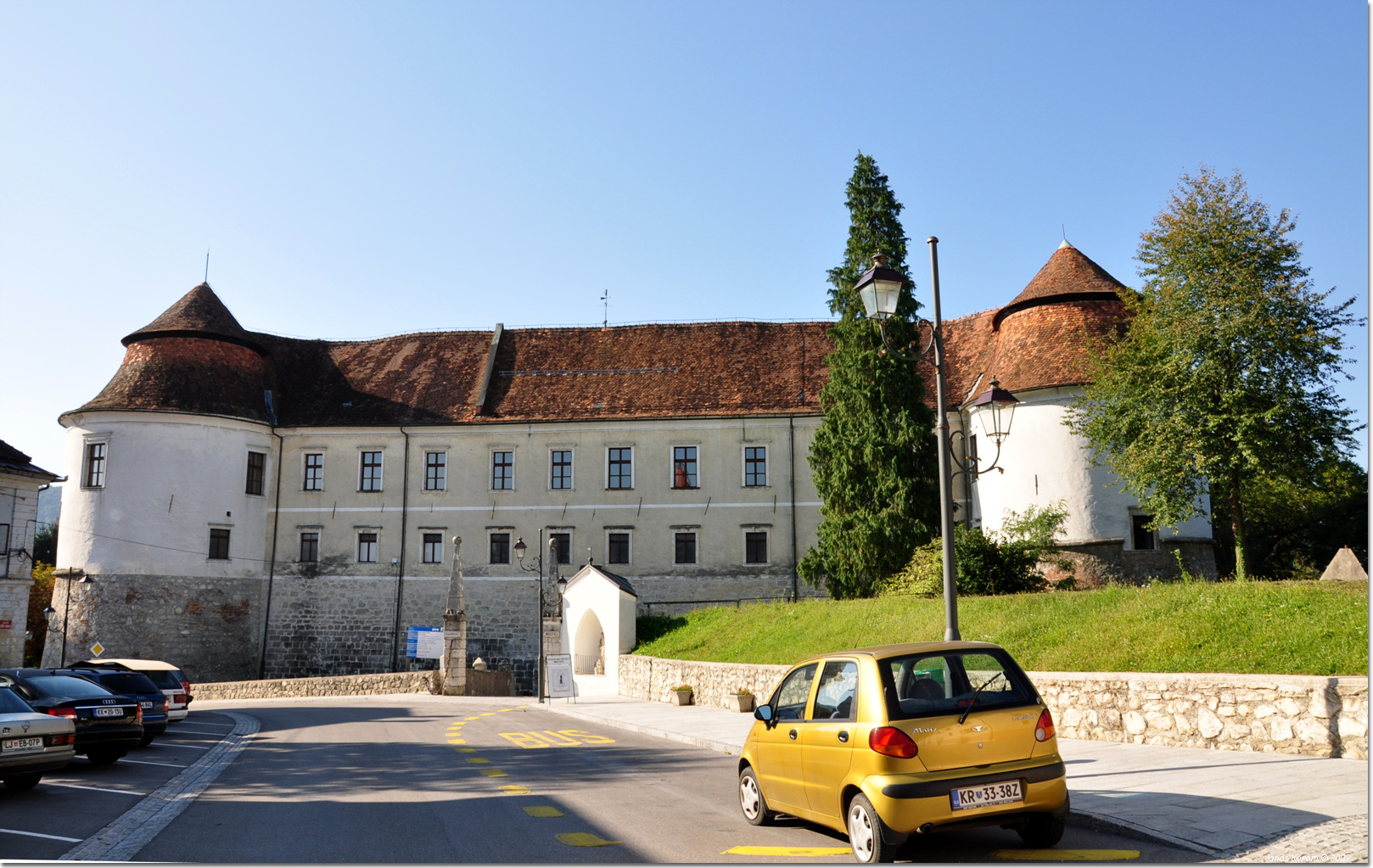
Kastély
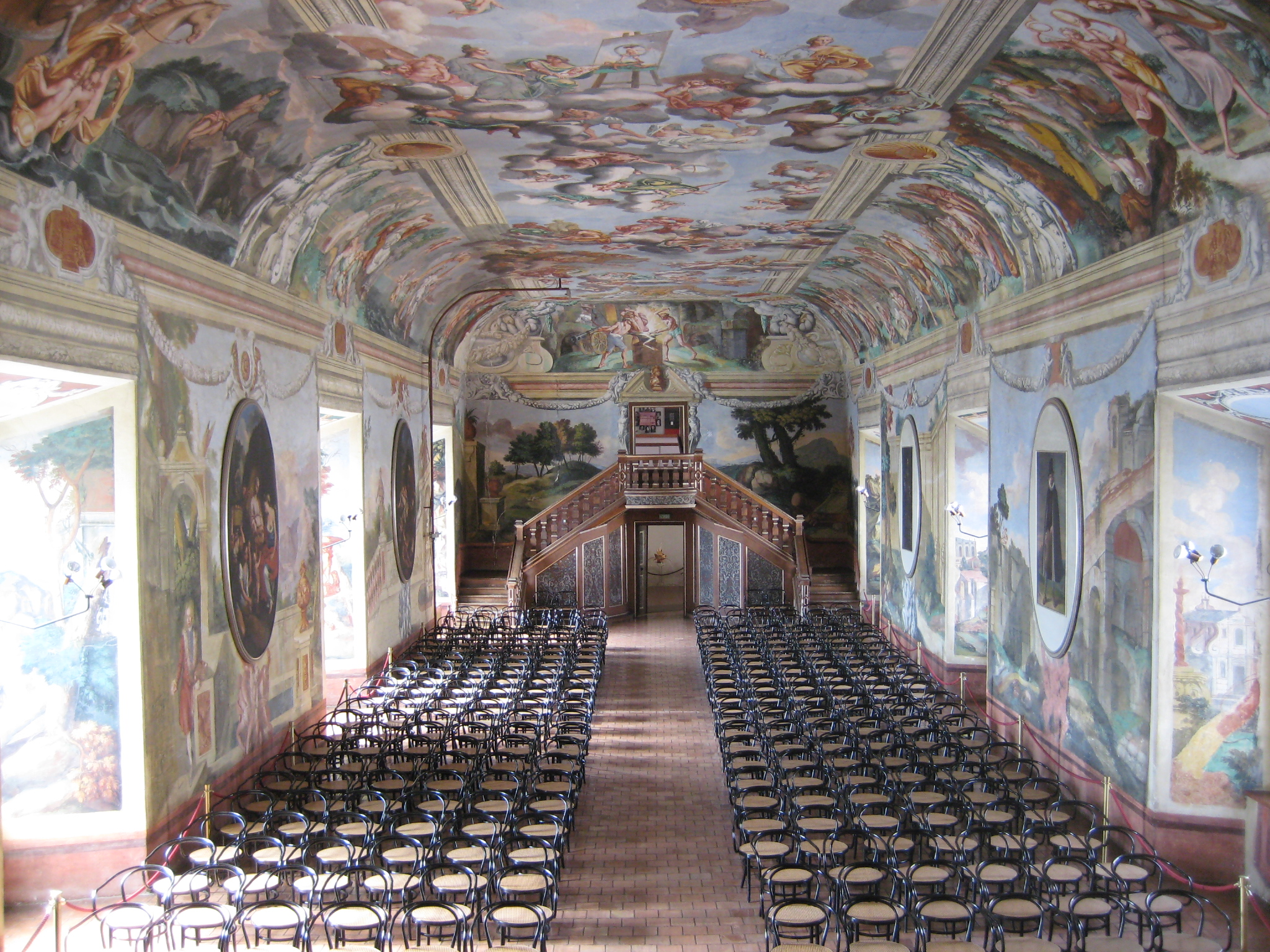
A kastély lovagterme
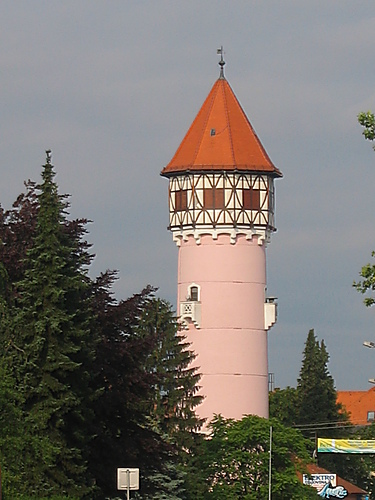
Víztorony

## Híres emberek
- Željko Ražnatović („Arkan”) (1952–2000), szerb szabadcsapat-vezér a délszláv háborúban
- Ludwig von Kosiack